# Mariem Alaoui Selsouli

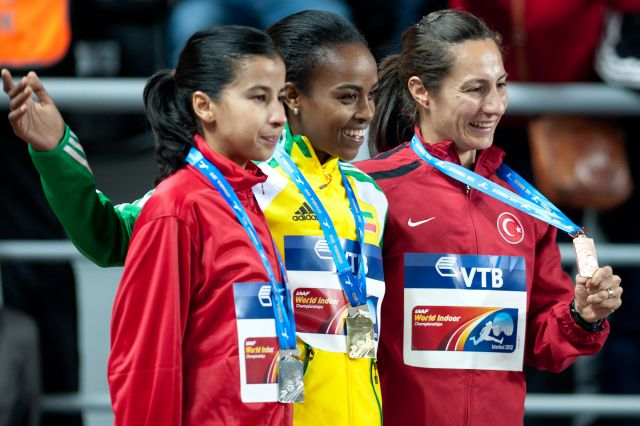
Selsouli (links) im Jahr 2012

Mariem Alaoui Selsouli (arabisch مريم علوي سلسولي; * 8. Juli 1984 in Marrakesch) ist eine marokkanische Mittel- und Langstreckenläuferin.

## Leben
2001 gewann sie bei den marokkanischen Meisterschaften über 3000 m. 2002 wurde sie Jugend-Vizeweltmeisterin über 3000 m. Die marokkanische Meisterschaft über 1500 m gewann sie 2005. Bei den Crosslauf-Weltmeisterschaften belegte sie auf der Kurzstrecke 2004 in Brüssel Platz 45 und 2005 in Saint-Galmier Platz 22. 2006 wurde sie bei den Leichtathletik-Hallenweltmeisterschaften in Moskau Sechste, kam beim Kurzstreckenrennen der Crosslauf-Weltmeisterschaften in Fukuoka auf den 15. Platz und wurde bei den Leichtathletik-Afrikameisterschaften in Bambous Fünfte über 5000 m. Im Jahr darauf lief sie bei den Crosslauf-Weltmeisterschaften in Mombasa auf Rang 17 und gewann mit der marokkanischen Mannschaft Bronze. Bei den Leichtathletik-Weltmeisterschaften in Osaka wurde sie Vierte über 1500 m.
2008 gewann sie über 3000 m Bronze bei den Hallenweltmeisterschaften in Valencia, schied aber bei den Olympischen Spielen in Peking über 5000 m im Vorlauf aus.
2009 wurde sie bei den Weltmeisterschaften in Berlin nach dem Halbfinale über 1500 m disqualifiziert, als bekannt wurde, dass in einer Dopingprobe, die drei Wochen zuvor abgegeben worden war, Erythropoetin (EPO) festgestellt worden war. Die Athletin wurde wegen dieses Verstoßes gegen die Dopingbestimmungen für drei Jahre gesperrt.
Bei der Diamond League in Paris am 6. Juli 2012 wurde in einer Dopingprobe Selsoulis das Diuretikum Furosemid, das als maskierendes Mittel für Dopingsubstanzen benutzt werden kann, gefunden und die Läuferin von den bevorstehenden Olympischen Spielen ausgeschlossen, nachdem sie auf die Öffnung der B-Probe verzichtet hatte. Sie wurde für acht Jahre gesperrt.

## Persönliche Bestzeiten
1500 m
- 3:56,15 min, 6. Juli 2012, Paris
- 4:03,67 min, 14. Februar 2012, Liévin (Halle)

3000 m
- 8:29,52 min, 25. Juli 2007, Monaco
- 8:35,86 min, 9. Februar 2008, Valencia (Halle)

5000 m
- 14:36,52 min, 13. Juli 2007, Rom